# Danh sách đĩa nhạc của George Michael
George Michael đã phát hành 5 album phòng thu, 2 album tổng hợp, 1 đĩa mở rộng, 40 đĩa đơn, 16 video âm nhạc, 4 video album và một số sự hợp tác với những nghệ sĩ khác. Trong sự nghiệp, Michael đã bán hơn 90 triệu đĩa trên toàn cầu.
Album đầu tay của Michael, Faith phát hành tại Anh Quốc vào tháng 10 năm 1987, dưới sự điều hành của Epic Records. Album bao gồm đĩa đơn quán quân cuối năm 1998 tại Hoa Kỳ "Faith" và các sản phẩm khác: "I Want Your Sex", "Father Figure", "One More Try" và "Monkey". Album đạt hạng nhất trên UK Albums Chart và Billboard 200, đến nay đã bán hơn 20 triệu bản. Cùng năm, ông ra mắt đĩa đơn quán quân tại Hoa Kỳ và Anh Quốc bên cạnh Aretha Franklin, "I Knew You Were Waiting (For Me)". Tháng 9 năm 1990, Michael phát hành Listen Without Prejudice Vol. 1 đạt hạng 1 tại Anh Quốc và giành 4 chứng nhận Bạch kim bởi Công nghiệp ghi âm Anh (BPI). Các đĩa đơn trích từ album này gồm "Praying for Time", "Waiting for That Day", "Freedom! '90", "Heal the Pain" và "Cowboys and Angels".
Tháng 12 năm 1991, Michael ra mắt đĩa đơn "Don't Let the Sun Go Down on Me" cùng Elton John; tiếp tục đạt vị trí quán quân tại Hoa Kỳ và Anh Quốc. Một năm sau, ông thu âm "Too Funky" cho dự án từ thiện Red Hot + Dance. Đĩa mở rộng Five Live (1993) chứa nhiều bài hát thu âm tại The Freddie Mercury Tribute Concert cùng Queen và Lisa Stansfield giữ vị trí đầu bảng tại Anh và giành chứng nhận Vàng. Older (1996) cho ra thêm hai đĩa đơn quán quân khác trên UK Singles Chart: "Jesus to a Child" và "Fastlove"; các đĩa đơn còn lại: "Spinning the Wheel", "Star People '97", đĩa hai mặt "Older / I Can't Make You Love Me" và "You Have Been Loved / The Strangest Thing '97" đều vươn tới top 3. Album tuyển tập đầu tiên của Michael, Ladies & Gentlemen: The Best of George Michael (1998) chứa bài hát mới "Outside" và bản song ca "As" với Mary J. Blige. Đây là album thành công nhất của ông tại Anh Quốc, đạt hạng 1 trên UK Albums Chart và giành 7 lần chứng nhận Bạch kim.
Các album phòng thu Songs from the Last Century (1999) và Patience (2004) đều giành 2 lần chứng nhận Bạch kim tại Anh. Album tuyển tập thứ hai của ông, Twenty Five (2006) giữ hạng nhất tại Anh. Album có chứa bài hát mới "An Easier Affair" và "This Is Not Real Love". Tiếp đến, Michael phát hành các đĩa đơn "December Song", "True Faith", "You and I" và "White Light". Ấn phẩm cuối cùng của ông, Symphonica (2014) chứa nhiều bài hát thu trực tiếp từ Symphonica Tour (2011–12), những bài hát mới lẫn trình bày lại. Album này đạt hạng nhất tại Anh và giữ chứng nhận đĩa Vàng.

## Album

### Album phòng thu
| Tựa đề                                                                    | Chi tiết                                                                                           | Vị trí xếp hạng cao nhất | Vị trí xếp hạng cao nhất | Vị trí xếp hạng cao nhất | Vị trí xếp hạng cao nhất | Vị trí xếp hạng cao nhất | Vị trí xếp hạng cao nhất | Vị trí xếp hạng cao nhất | Vị trí xếp hạng cao nhất | Vị trí xếp hạng cao nhất | Vị trí xếp hạng cao nhất | Chứng nhận | Doanh số                                             |
| Tựa đề                                                                    | Chi tiết                                                                                           | Anh                      | Úc                       | Áo                       | Pháp                     | Đức                      | Ireland                  | H.Lan                    | T.Điển                   | T.Sĩ                     | Mỹ                       | Chứng nhận | Doanh số                                             |
| ------------------------------------------------------------------------- | -------------------------------------------------------------------------------------------------- | ------------------------ | ------------------------ | ------------------------ | ------------------------ | ------------------------ | ------------------------ | ------------------------ | ------------------------ | ------------------------ | ------------------------ | --- | ---------------------------------------------------- |
| Faith                                                                     | - Phát hành: 30 tháng 10 năm 1987 - Hãng đĩa: Columbia (#460000) - Định dạng: CD, cassette, LP     | 1                        | 3                        | 3                        | 5                        | 3                        | 52                       | 1                        | 4                        | 4                        | 1                        | - Anh: 4× Bạch kim - Úc: 5× Bạch kim - Canada: Kim cương - Pháp: 2× Bạch kim - Đức: Vàng - Hà Lan: Bạch kim - Mỹ: Kim cương  | - Thế giới: 25,000,000+                              |
| Listen Without Prejudice Vol. 1                                           | - Phát hành: 3 tháng 9 năm 1990 - Hãng đĩa: Columbia (#467295) - Định dạng: CD, cassette, LP       | 1                        | 2                        | 5                        | 2                        | 7                        | —                        | 2                        | 3                        | 3                        | 2                        | - Anh: 4× Bạch kim - Úc: 2× Bạch kim - Canada: 2× Bạch kim - Pháp: Bạch kim - Đức: Vàng - Hà Lan: Bạch kim - Mỹ: 2× Bạch kim | - Thế giới: 8,000,000                                |
| Older                                                                     | - Phát hành: 13 tháng 5 năm 1996 - Hãng đĩa: Virgin Records (#V2802) - Định dạng: CD, cassette, LP | 1                        | 1                        | 1                        | 1                        | 3                        | 2                        | 1                        | 1                        | 2                        | 6                        | - Anh: 6× Bạch kim - Canada: 2× Bạch kim - Pháp: Bạch kim - Đức: Bạch kim - Hà Lan: Bạch kim - Mỹ: Bạch kim                  | - Thế giới: 8,000,000 - Mỹ: 881,000 - Anh: 1,708,555 |
| Songs from the Last Century                                               | - Phát hành: 6 tháng 12 năm 1999 - Hãng đĩa: Virgin (#V2920) - Định dạng: CD, cassette             | 2                        | 12                       | 12                       | 7                        | 4                        | 7                        | 6                        | 16                       | 6                        | 157                      | - Anh: 2× Bạch kim - Canada: Vàng - Pháp: 2× Vàng - Đức: Vàng                                                                | - Thế giới: 3,600,000 - Mỹ: 152,000                  |
| Patience                                                                  | - Phát hành: 15 tháng 3 năm 2004 - Hãng đĩa: Sony Music (#515402-2) - Định dạng: CD, tải nhạc số   | 1                        | 2                        | 3                        | 4                        | 1                        | 2                        | 1                        | 1                        | 2                        | 12                       | - Anh: 2× Bạch kim - Úc: Bạch kim - Pháp: Vàng - Đức: Bạch kim - Hà Lan: Vàng                                                | - Thế giới: 4,000,000 - Mỹ: 381,000                  |
| "—" Không có mặt trên bảng xếp hạng hoặc không phát hành tại quốc gia đó. | |                          |                          |                          |                          |                          |                          |                          |                          |                          |                          | |                                                      |

### Album trực tiếp và tổng hợp
| Tựa đề                                                                    | Chi tiết                                                                                       | Vị trí xếp hạng cao nhất | Vị trí xếp hạng cao nhất | Vị trí xếp hạng cao nhất | Vị trí xếp hạng cao nhất | Vị trí xếp hạng cao nhất | Vị trí xếp hạng cao nhất | Vị trí xếp hạng cao nhất | Vị trí xếp hạng cao nhất | Vị trí xếp hạng cao nhất | Chứng nhận | Doanh số                                               |
| Tựa đề                                                                    | Chi tiết                                                                                       | Anh                      | Úc                       | Áo                       | Đức                      | Ireland                  | H.Lan                    | T.Điển                   | T.Sĩ                     | Mỹ                       | Chứng nhận | Doanh số                                               |
| ------------------------------------------------------------------------- | ---------------------------------------------------------------------------------------------- | ------------------------ | ------------------------ | ------------------------ | ------------------------ | ------------------------ | ------------------------ | ------------------------ | ------------------------ | ------------------------ | --- | ------------------------------------------------------ |
| Ladies & Gentlemen: The Best of George Michael                            | - Phát hành: 9 tháng 11 năm 1998 - Hãng đĩa: Sony (#200850-9) - Định dạng: CD, MD, cassette    | 1                        | 2                        | 2                        | 3                        | 1                        | 2                        | 2                        | 5                        | 24                       | - Anh: 8× Bạch kim - Úc: 6× Bạch kim - Canada: 2× Bạch kim - Pháp: 2× Bạch kim - Đức: 3× Vàng - Hà Lan: 2× Bạch kim - Mỹ: 2× Bạch kim | - Thế giới: 9,000,000 - Mỹ: 1,100,000 - Anh: 2,408,810 |
| Twenty Five                                                               | - Phát hành: 11 tháng 11 năm 2006 - Hãng đĩa: Sony (#88697009002) - Định dạng: CD, tải nhạc số | 1                        | 9                        | 19                       | 13                       | 3                        | 2                        | 3                        | 2                        | 23                       | - Anh: 2× Bạch kim - Úc: 2x Bạch kim - Pháp: Vàng - Ireland: 3× Bạch kim                                                              |                                                        |
| Symphonica                                                                | - Phát hành: 14 tháng 3 năm 2014 - Hãng đĩa: Virgin EMI - Định dạng: Blu-ray, CD, tải nhạc số  | 1                        | 11                       | 7                        | 6                        | 1                        | 2                        | —                        | 6                        | 60                       | - Anh: Vàng |                                                        |
| "—" Không có mặt trên bảng xếp hạng hoặc không phát hành tại quốc gia đó. |                                                                                                |                          |                          |                          |                          |                          |                          |                          |                          |                          | |                                                        |

## Đĩa mở rộng
| Tựa đề         | Chi tiết                                                                                                  | Vị trí xếp hạng cao nhất | Vị trí xếp hạng cao nhất | Vị trí xếp hạng cao nhất | Vị trí xếp hạng cao nhất | Vị trí xếp hạng cao nhất | Vị trí xếp hạng cao nhất | Vị trí xếp hạng cao nhất | Vị trí xếp hạng cao nhất | Vị trí xếp hạng cao nhất | Vị trí xếp hạng cao nhất | Chứng nhận                                             | Doanh số      |
| Tựa đề         | Chi tiết                                                                                                  | Anh                      | Úc                       | Áo                       | Pháp                     | Đức                      | Ireland                  | H.Lan                    | T.Điển                   | T.Sĩ                     | Mỹ                       | Chứng nhận                                             | Doanh số      |
| -------------- | --- | ------------------------ | ------------------------ | ------------------------ | ------------------------ | ------------------------ | ------------------------ | ------------------------ | ------------------------ | ------------------------ | ------------------------ | ------------------------------------------------------ | ------------- |
| Five Live (EP) | - Phát hành: 19 tháng 4 năm 1993 - Hãng đĩa: Parlophone (#0777-7-89418-2-8) - Định dạng: CD, cassette, LP | 1                        | 17                       | 2                        | 12                       | 8                        | 1                        | 2                        | 45                       | 6                        | 46                       | - Anh: Vàng - Pháp: Vàng - Đức: Vàng - H.Lan: Bạch kim | - Mỹ: 358,000 |
| The Older EP   | - Phát hành: 1997 - Hãng đĩa: Virgin (VSCDG 1626) - Định dạng: CD, cassette                               | 3                        | —                        | —                        | —                        | —                        | 6                        | 29                       | 60                       | —                        | —                        | - Anh: Bạc                                             |               |

## Đĩa đơn

### Nghệ sĩ chính
| Đĩa đơn                                                          | Năm  | Vị trí xếp hạng cao nhất | Vị trí xếp hạng cao nhất | Vị trí xếp hạng cao nhất | Vị trí xếp hạng cao nhất | Vị trí xếp hạng cao nhất | Vị trí xếp hạng cao nhất | Vị trí xếp hạng cao nhất | Vị trí xếp hạng cao nhất | Vị trí xếp hạng cao nhất | Vị trí xếp hạng cao nhất | Chứng nhận                                                | Album                                          |
| Đĩa đơn                                                          | Năm  | Anh                      | Úc                       | Áo                       | Pháp                     | Đức                      | Ireland                  | H.Lan                    | T.Điển                   | T.Sĩ                     | Mỹ                       | Chứng nhận                                                | Album                                          |
| ---------------------------------------------------------------- | ---- | ------------------------ | ------------------------ | ------------------------ | ------------------------ | ------------------------ | ------------------------ | ------------------------ | ------------------------ | ------------------------ | ------------------------ | --------------------------------------------------------- | ---------------------------------------------- |
| "Careless Whisper"                                               | 1984 | 1                        | 1                        | 2                        | 3                        | 3                        | 1                        | 1                        | 2                        | 1                        | 1                        | - Anh: Bạch kim - Mỹ: Vàng - Canada: Bạch kim - Pháp: Bạc | Make It Big                                    |
| "A Different Corner"                                             | 1986 | 1                        | 4                        | 6                        | 16                       | 7                        | 2                        | 2                        | 18                       | 3                        | 7                        | - Anh: Vàng                                               | Music from the Edge of Heaven                  |
| "I Want Your Sex"                                                | 1987 | 3                        | 2                        | 2                        | 11                       | 3                        | 1                        | 1                        | 8                        | 4                        | 2                        | - Mỹ: Bạch kim - Canada: Vàng                             | Faith                                          |
| "Faith"                                                          | 1987 | 2                        | 1                        | 4                        | 22                       | 5                        | 2                        | 1                        | 9                        | 4                        | 1                        | - Mỹ: Vàng - Canada: Vàng                                 | Faith                                          |
| "Father Figure"                                                  | 1988 | 11                       | 5                        | 17                       | 37                       | 18                       | 2                        | 2                        | —                        | 13                       | 1                        |                                                           | Faith                                          |
| "One More Try"                                                   | 1988 | 8                        | 34                       | 19                       | 5                        | 22                       | 1                        | 4                        | 4                        | 4                        | 1                        | - Mỹ: Vàng - Phá: Bạc                                     | Faith                                          |
| "Monkey"                                                         | 1988 | 13                       | 12                       | 22                       | 34                       | 24                       | 8                        | 7                        | —                        | 5                        | 1                        |                                                           | Faith                                          |
| "Kissing a Fool"                                                 | 1988 | 18                       | 55                       | —                        | 45                       | 44                       | 9                        | 13                       | —                        | —                        | 5                        |                                                           | Faith                                          |
| "Praying for Time"                                               | 1990 | 6                        | 16                       | 20                       | 19                       | 19                       | 3                        | 11                       | 9                        | 6                        | 1                        |                                                           | Listen Without Prejudice Vol. 1                |
| "Freedom! '90"                                                   | 1990 | 28                       | 18                       | 25                       | 23                       | 41                       | 17                       | 15                       | 20                       | —                        | 8                        | - Mỹ: Vàng                                                | Listen Without Prejudice Vol. 1                |
| "Waiting for That Day"                                           | 1990 | 23                       | 50                       | —                        | —                        | —                        | 11                       | 79                       | —                        | —                        | 27                       |                                                           | Listen Without Prejudice Vol. 1                |
| "Heal the Pain" (original version)                               | 1991 | 31                       | —                        | —                        | —                        | —                        | 16                       | 25                       | —                        | —                        | —                        |                                                           | Listen Without Prejudice Vol. 1                |
| "Mother's Pride"                                                 | 1991 | —                        | —                        | —                        | —                        | —                        | —                        | —                        | —                        | —                        | 46                       |                                                           | Listen Without Prejudice Vol. 1                |
| "Cowboys and Angels"                                             | 1991 | 45                       | 164                      | —                        | 36                       | —                        | 15                       | 20                       | —                        | —                        | —                        |                                                           | Listen Without Prejudice Vol. 1                |
| "Soul Free"                                                      | 1991 | —                        | 95                       | —                        | —                        | —                        | —                        | —                        | —                        | —                        | —                        |                                                           | Listen Without Prejudice Vol. 1                |
| "Don't Let the Sun Go Down on Me" (với Elton John)               | 1991 | 1                        | 3                        | 2                        | 1                        | 4                        | 2                        | 1                        | 2                        | 1                        | 1                        | - Anh: Bạc - Mỹ: Vàng                                     | Duets                                          |
| "Too Funky"                                                      | 1992 | 4                        | 3                        | 9                        | 5                        | 12                       | —                        | 3                        | 7                        | 6                        | 10                       | - Mỹ: Vàng                                                | Red Hot + Dance                                |
| "Somebody to Love" (with Queen)                                  | 1993 | 1                        | 19                       | 15                       | 16                       | 21                       | 1                        | 6                        | —                        | —                        | 30                       |                                                           | Five Live EP                                   |
| "Killer / Papa Was a Rollin' Stone"                              | 1993 | 1                        | —                        | —                        | —                        | —                        | 1                        | —                        | —                        | —                        | 69                       |                                                           | Five Live EP                                   |
| "Jesus to a Child"                                               | 1996 | 1                        | 1                        | 11                       | 7                        | 12                       | 1                        | 2                        | 2                        | 4                        | 7                        | - Anh: Bạc - Mỹ: Vàng - Pháp: Bạc                         | Older                                          |
| "Fastlove"                                                       | 1996 | 1                        | 1                        | 13                       | 10                       | 25                       | 5                        | 12                       | 7                        | 13                       | 8                        | - Anh: Vàng - Mỹ: Vàng - Pháp: Bạc                        | Older                                          |
| "Spinning the Wheel"                                             | 1996 | 2                        | 14                       | 29                       | —                        | 67                       | 14                       | 24                       | 18                       | 24                       | [ e ]                    | - Anh: Bạc                                                | Older                                          |
| "Older / I Can't Make You Love Me"                               | 1997 | 3                        | 61                       | —                        | —                        | —                        | 6                        | 46                       | 60                       | —                        | —                        |                                                           | Older                                          |
| "Star People '97"                                                | 1997 | 2                        | 51                       | 37                       | —                        | 64                       | 7                        | 40                       | 37                       | 28                       | [ f ]                    |                                                           | Older                                          |
| "Waltz Away Dreaming" (hợp tác với Toby Bourke)                  | 1997 | 10                       | —                        | —                        | —                        | —                        | —                        | —                        | —                        | —                        | —                        |                                                           | Room 21                                        |
| "You Have Been Loved / The Strangest Thing '97"                  | 1997 | 2                        | 75                       | —                        | —                        | —                        | 11                       | 44                       | 53                       | —                        | —                        | - Anh: Bạc                                                | Older                                          |
| "Outside"                                                        | 1998 | 2                        | 13                       | 17                       | 26                       | 30                       | 7                        | 14                       | 15                       | 19                       | [ g ]                    | - Anh: Bạc                                                | Ladies & Gentlemen: The Best of George Michael |
| "As" (hợp tác với Mary J. Blige)                                 | 1999 | 4                        | 45                       | —                        | 27                       | 38                       | 12                       | 9                        | 27                       | 22                       | [ h ]                    | - Anh: Bạc                                                | Ladies & Gentlemen: The Best of George Michael |
| "Roxanne"                                                        | 1999 | —                        | —                        | —                        | —                        | —                        | —                        | —                        | —                        | —                        | —                        |                                                           | Songs from the Last Century                    |
| "Miss Sarajevo"                                                  | 1999 | —                        | —                        | —                        | —                        | —                        | —                        | —                        | —                        | —                        | —                        |                                                           | Songs from the Last Century                    |
| "Freeek!"                                                        | 2002 | 7                        | 5                        | 7                        | 7                        | 7                        | 14                       | 12                       | 26                       | 2                        | —                        |                                                           | Patience                                       |
| "Shoot the Dog"                                                  | 2002 | 12                       | 36                       | 41                       | 59                       | 44                       | 23                       | 26                       | 39                       | 14                       | —                        |                                                           | Patience                                       |
| "Amazing"                                                        | 2004 | 4                        | 6                        | 23                       | 37                       | 19                       | 4                        | 9                        | 16                       | 10                       | [ i ]                    |                                                           | Patience                                       |
| "Flawless (Go to the City)"                                      | 2004 | 8                        | 26                       | 72                       | —                        | 54                       | 23                       | 30                       | —                        | 36                       | [ j ]                    |                                                           | Patience                                       |
| "Round Here"                                                     | 2004 | 32                       | —                        | —                        | —                        | —                        | —                        | —                        | —                        | 55                       | —                        |                                                           | Patience                                       |
| "John and Elvis Are Dead"                                        | 2005 | —                        | —                        | —                        | —                        | —                        | —                        | —                        | —                        | —                        | —                        |                                                           | Patience                                       |
| "An Easier Affair"                                               | 2006 | 13                       | 36                       | 58                       | 87                       | 44                       | 20                       | 37                       | 23                       | 28                       | —                        |                                                           | Twenty Five                                    |
| "This Is Not Real Love" (hợp tác với Mutya Buena)                | 2006 | 15                       | —                        | 62                       | —                        | —                        | 27                       | 32                       | —                        | 36                       | [ l ]                    |                                                           | Twenty Five                                    |
| "Heal the Pain" (hợp tác với Paul McCartney)                     | 2008 | —                        | —                        | —                        | —                        | —                        | —                        | —                        | —                        | —                        | —                        |                                                           | Twenty Five                                    |
| "December Song (I Dreamed of Christmas)"                         | 2009 | 14                       | —                        | 63                       | —                        | 37                       | 40                       | 18                       | 43                       | —                        | —                        |                                                           | Không có                                       |
| "True Faith"                                                     | 2011 | 27                       | —                        | —                        | —                        | —                        | —                        | 38                       | —                        | —                        | —                        |                                                           | Không có                                       |
| "You and I"                                                      | 2011 | —                        | —                        | —                        | —                        | —                        | —                        | —                        | —                        | —                        | —                        |                                                           | Không có                                       |
| "White Light" / Song to the Siren                                | 2012 | 15                       | 88                       | 53                       | —                        | 21                       | 32                       | 6                        | —                        | 34                       | —                        |                                                           | Không có                                       |
| "Let Her Down Easy"                                              | 2014 | 53                       | —                        | —                        | —                        | —                        | —                        | —                        | —                        | —                        | —                        |                                                           | Symphonica                                     |
| "—" Đĩa đơn không phát hành hoặc không xếp hạng tại quốc gia đó. |      |                          |                          |                          |                          |                          |                          |                          |                          |                          |                          |                                                           |                                                |

### Nghệ sĩ hợp tác
| Tựa đề                                                           | Năm  | Thứ hạng cao nhất | Thứ hạng cao nhất | Thứ hạng cao nhất | Thứ hạng cao nhất | Thứ hạng cao nhất | Thứ hạng cao nhất | Thứ hạng cao nhất | Thứ hạng cao nhất | Thứ hạng cao nhất | Thứ hạng cao nhất | Chứng nhận  | Album                      |
| Tựa đề                                                           | Năm  | Anh               | Úc                | Áo                | Pháp              | Đức               | Ireland           | H.Lan             | T.Điển            | T.Sĩ              | Mỹ                | Chứng nhận  | Album                      |
| ---------------------------------------------------------------- | ---- | ----------------- | ----------------- | ----------------- | ----------------- | ----------------- | ----------------- | ----------------- | ----------------- | ----------------- | ----------------- | ----------- | -------------------------- |
| "Jive Talkin'" (với Boogie Box High)                             | 1987 | 7                 | —                 | —                 | —                 | —                 | —                 | 4                 | —                 | —                 | —                 |             | Boogie Box High            |
| "Gave It All Away" (với Boogie Box High)                         | 1987 | 88                | —                 | —                 | —                 | —                 | —                 | 69                | —                 | —                 | —                 |             | Boogie Box High            |
| "I Knew You Were Waiting (For Me)" (với Aretha Franklin)         | 1987 | 1                 | 1                 | 9                 | —                 | 5                 | 1                 | 1                 | 4                 | 5                 | 1                 | - Anh: Vàng | Aretha                     |
| "Heaven Help Me" (với Deon Estus)                                | 1988 | 41                | —                 | —                 | —                 | —                 | —                 | 27                | —                 | —                 | 5                 |             | Spell                      |
| "If I Told You That" (với Whitney Houston)                       | 2000 | 9                 | 37                | —                 | —                 | 58                | 25                | 31                | 44                | 33                | —                 |             | Whitney: The Greatest Hits |
| "—" Đĩa đơn không phát hành hoặc không xếp hạng tại quốc gia đó. |      |                   |                   |                   |                   |                   |                   |                   |                   |                   |                   |             |                            |

## Video album
| Năm  | Chi tiết | Chứng nhận                     | Ghi chú |
| ---- | --- | ------------------------------ | --- |
| 1988 | Faith - Phát hành: 1988 - Hãng đĩa: Sony BMG - Định dạng: VHS                                                          | - Mỹ: 2× Bạch kim              | - Video quảng bá cho "Faith", "I Want Your Sex" (phiên bản chưa kiểm duyệt), "Father Figure", "One More Try", "Monkey" và "Kissing a Fool". Bao gồm video phỏng vấn độc quyền. |
| 1990 | George Michael - Phát hành: 5 tháng 11 năm 1990 - Hãng đĩa: Sony BMG - Định dạng: VHS                                  | - Mỹ: Bạch kim                 | - Bản thu South Bank Show vào tháng 9 năm 1990. Chương trình kể về sự nghiệp của Micheal tính đến thời điểm ra mắt Listen Without Prejudice Vol. 1. Còn chứa quảng cáo album trên truyền hình, được đồng đạo diễn và biên soạn bởi chính Michael. |
| 1999 | Ladies & Gentleman: The Best of George Michael - Phát hành: 13 tháng 12 năm 1999 - Hãng đĩa: Sony BMG - Định dạng: DVD | - Brazil: Vàng                 | - Video âm nhạc quảng bá: "Outside", "Fastlove", "Spinning the Wheel", "Freedom 90", "Killer/Papa was a Rollin' Stone", "Too Funky", "Faith", "I Want Your Sex" (Part II), "Jesus to a Child", "Waltz Away Dreaming", "Father Figure", "Don't Let the Sun Go Down on Me", "Kissing a Fool", "I Knew You Were Waiting (For Me)" (with Aretha Franklin), "Somebody to Love" (live), "Monkey", "One More Try" "Star People '97", "I Can't Make You Love Me", "A Different Corner", "You Have Been Loved" và "Careless Whisper". Còn chứa cuộc phỏng vấn với Michael Parkinson và tài liệu tiểu sử về sự nghiệp của ông. |
| 2006 | Twenty Five - Phát hành: 13 tháng 11 năm 2006 - Hãng đĩa: Sony BMG - Định dạng: DVD                                    | - Úc: Bạch kim                 | - Video âm nhạc quảng bá của Wham! và sự nghiệp của ông. Bao gồm: "Club Tropicana", "Wake Me Up Before You Go-Go", "Freedom", "Last Christmas", "Everything She Wants", "I'm Your Man", "The Edge of Heaven", "Careless Whisper", "A Different Corner", "I Knew You Were Waiting (For Me)", "I Want Your Sex", "Faith", "Father Figure", "One More Try", "Monkey", "Kissing a Fool", "Freedom! '90", "Don't Let the Sun Go Down on Me", "Too Funky", "Fastlove", "Jesus to a Child", "Spinning the Wheel", "Older", "Outside", "As", "Freeek!", "Amazing", "John and Elvis Are Dead", "Flawless (Go to the City)", "Shoot the Dog", "Roxanne", "An Easier Affair", "If I Told You That", "Waltz Away Dreaming" và "Somebody to Love". |
| 2009 | George Michael Live in London - Phát hành: 7 tháng 12 năm 2009 - Hãng đĩa: Sony Music - Định dạng: DVD/Blu-ray         | - Úc: Bạch kim - Anh: Bạch kim | - Bản thu trực tiếp từ Trung tâm Triển lãm Earl's Court, Luân Đôn năm 2008. Danh sách bài hát: "Waiting (Reprise)", "Fastlove", "I'm Your Man", "Flawless (Go to the City)", "Father Figure", "You Have Been Loved", "An Easier Affair", "Everything She Wants", "One More Try", "A Different Corner", "Too Funky", "Shoot the Dog", "John And Elvis Are Dead", "Faith", "Spinning the Wheel", "Feeling Good", "Roxanne", "My Mother Had a Brother", "Amazing", "Fantasy", "Outside", "Careless Whisper" và "Freedom! '90". |

## Video âm nhạc
| Năm  | Bài hát                                                  | Đạo diễn                        |
| ---- | -------------------------------------------------------- | ------------------------------- |
| 1984 | "Careless Whisper"                                       | Duncan Gibbins                  |
| 1986 | "A Different Corner"                                     |                                 |
| 1987 | "I Knew You Were Waiting (For Me)" (với Aretha Franklin) | Brian Grant                     |
| 1987 | "I Want Your Sex"                                        | Andy Morahan                    |
| 1987 | "Faith"                                                  | Andy Morahan                    |
| 1987 | "Father Figure"                                          | Andy Morahan và George Michael  |
| 1988 | "One More Try"                                           | Tony Scott                      |
| 1988 | "Monkey"                                                 | Andy Morahan                    |
| 1988 | "Kissing a Fool"                                         |                                 |
| 1990 | "Praying for Time"                                       | Michael Borofsky                |
| 1990 | "Freedom! '90"                                           | David Fincher                   |
| 1991 | "Don't Let the Sun Go Down on Me" (với Elton John)       | Andy Morahan                    |
| 1992 | "Too Funky"                                              | George Michael                  |
| 1993 | "Killer/Papa Was a Rollin' Stone"                        | Marcus Nispel                   |
| 1996 | "Jesus to a Child"                                       | Howard Greenhalgh               |
| 1996 | "Fastlove"                                               | Vaughan Arnell và Anthea Benton |
| 1996 | "Spinning the Wheel"                                     | Vaughan Arnell và Anthea Benton |
| 1997 | "Star People '97"                                        | Milton Lage                     |
| 1997 | "Older"                                                  | Andy Morahan                    |
| 1997 | "Waltz Away Dreaming" (với Toby Bourke)                  | Harvey B. Brown                 |
| 1998 | "Outside"                                                | Vaughan Arnell                  |
| 1999 | "As" (hợp tác với Mary J. Blige)                         | Big TV!                         |
| 1999 | "Roxanne"                                                | Joanna Bailey                   |
| 2000 | "If I Told You That" (với Whitney Houston)               | Kevin Bray                      |
| 2002 | "Freeek!"                                                | Joseph Kahn                     |
| 2002 | "Shoot the Dog"                                          | 2DTV                            |
| 2004 | "Amazing"                                                | Matthew Rolston                 |
| 2004 | "Flawless (Go to the City)"                              | Jake Scott                      |
| 2004 | "Round Here"                                             | Andy Morahan                    |
| 2005 | "John and Elvis Are Dead"                                | Anthea Benton                   |
| 2006 | "An Easier Affair"                                       | Jake Nava                       |
| 2008 | "December Song (I Dreamed of Christmas)"                 | MIE                             |
| 2011 | "True Faith"                                             | MIE                             |
| 2012 | "White Light"                                            | Ryan Hope                       |
| 2014 | "Let Her Down Easy"                                      | Vaughn Arnell                   |

## Xuất hiện khác
| Năm  | Bài hát                                                 | Album                                                          |
| ---- | ------------------------------------------------------- | -------------------------------------------------------------- |
| 1987 | "Learn to Say No" (với Jody Watley)                     | Jody Watley                                                    |
| 1991 | "Tonight"                                               | Two Rooms: Celebrating the Songs of Elton John & Bernie Taupin |
| 2003 | "The Grave"                                             | Hope (War Child)                                               |
| 2005 | "Blame It on the Sun" (với Ray Charles)                 | Genius & Friends                                               |
| 2006 | "How Do You Keep the Music Playing?" (với Tony Bennett) | Duets: An American Classic                                     |

### Chú giải
1. ↑  Trong một vài thị trường (như Anh), sản phẩm này được xếp hạng dưới dạng đĩa đơn, thay vì EP.
2. ↑  Chứa 4 bài hát, bao gồm "Desafinado", thu âm với ca sĩ người Brasil Astrud Gilberto, trích từ album từ thiện Red Hot + Rio.
3. ↑  Đôi lúc được ghi dưới nghệ danh "Wham!" hoặc "Wham! hợp tác với George Michael".
4. ↑  "Soul Free" là đĩa đơn quảng bá, phát hành thương mại tại Nhật Bản và Úc.
5. ↑  "Spinning the Wheel" không xếp hạng trên Billboard Hot 100 nhưng đạt vị trí thứ 44 trên Billboard Hot Dance Club Songs chart.
6. ↑  "Star People '97" đạt vị trí thứ 1 trên Billboard Hot Dance Club Songs chart.
7. ↑  "Outside" không xếp hạng trên Billboard Hot 100 nhưng đạt vị trí thứ 3 on the Billboard Hot Dance Club Songs chart.
8. ↑  "As" không xếp hạng trên Billboard Hot 100 nhưng đạt vị trí thứ 57 trên Billboard Hot R&B/Hip-Hop Songs chart.
9. ↑  "Amazing" không xếp hạng trên Billboard Hot 100 nhưng đạt vị trí thứ 1 trên Billboard Hot Dance Club Songs và vị trí thứ 35 trên Billboard Adult Pop Songs chart.
10. ↑  "Flawless (Go to the City)" dkhông xếp hạng trên Billboard Hot 100 nhưng đạt vị trí thứ 1 trên Billboard Hot Dance Club Songs chart.
11. ↑  "John and Elvis Are Dead" không được xếp hạng tại Anh do không hợp quy chế vào thời điểm trên.
12. ↑  "This Is Not Real Love" không xếp hạng trên Billboard Hot 100 nhưng đạt vị trí thứ 8 trên Billboard Hot Dance Club Songs chart.
13. ↑  McCartney thường không được ghi nhận
14. ↑  "December Song" ban đầu phát hành miễn phí vào tháng 12 năm 2008 nên không thể xếp hạng tại Anh.
15. ↑  "You and I" ban đầu phát hành miễn phí nên không thể xếp hạng tại Anh.